# Stigmella inconspicuella
Stigmella inconspicuella là một loài bướm đêm thuộc họ Nepticulidae. Nó được tìm thấy ở California.
Sải cánh dài 4.8-5.4 mm.
Ấu trùng ăn Ceanothus arboreus. Chúng ăn lá nơi chúng làm tổ.